# I (Lied)
I (stilisiert 𝖎) ist ein Lied des amerikanischen Rappers Kendrick Lamar featuring Roland Isley, Mitglied der Band The Isley Brothers. Es wurde am 23. September 2014 als Lead-Single von Lamars drittem Studioalbum To Pimp a Butterfly veröffentlicht. Das Lied verwendet Musik des Lieds That Lady der Isley Brothers, das ursprünglich von ihnen aufgeführt wurde. Elemente des Liedes wurden neu aufgenommen und nicht gesampelt. I gewann bei den Grammy Awards 2015 in den Kategorien Best Rap Performance und Best Rap Song.

## Hintergrund
I wurde vom Produzenten Rahki aus Los Angeles produziert, welcher ebenfalls das Lied Institutionalized produziert hat. Obwohl sich die Album-Version von I stark von der Single-Veröffentlichung unterscheidet, enthalten beide Versionen neu aufgenommene Teile des Lieds That Lady von The Isley Brothers. Der Leadsänger der Band Ronald Isley trat auch in dem Lied How Much Dollar Cost mit dem Singer-Songwriter James Fauntleroy auf.
Das Cover von I zeigt Mitglieder der Gangs Bloods und Crips, die Herzen mit ihren Händen formen. Zum Thema Cover-Art sagte Lamar in einem Interview mit AMP-Radio: „Wo ich herkomme, gibt es viel Gangkultur und solche Dinge, also habe ich, anstatt wie früher Gangzeichen zu machen, einen Blood und einen Crip zusammengesetzt und Herzen formen [lassen] [...] das hat die Idee einer Art Veränderung durch Musik oder durch mich, weil ich jetzt in die Stadt zurückkehre und die Leute mir die Ehre und den Respekt erweisen, dass dieses Kind ein wenig etwas verändern kann, das in der Gemeinde vor sich geht.“
Die Version von I, die auf dem Album To Pimp a Butterfly zu hören ist, entält einen „live klingenden Mix“, gefolgt von einem Monolog von Lamar, der vom Sound der ursprünglichen Single-Version abweicht.

## Musikvideo
Das Video zum Lied wurde am 4. November 2014 auf Vevo und YouTube uraufgeführt. Es enthält Gastauftritte der Sänger Ron Isley und George Clinton. Im Video wird auf Tupac Shakur und Joker Bezug genommen und im Intro wurde ein kurzes Instrumentalstück gespielt. Regie führte Alexander Moors.

## Rezeptionen und Preise
I wurde von Musikkritikern gefeiert. Das Lied wurde auf Platz 10 der Liste der Top 50 Best Songs of 2014 von Rolling Stone gesetzt, Billboard listete I als zweitbesten Song des Jahres 2014. Des Weiteren wurde I vom Magazin Spin auf Platz 14 der The 101 Best Songs of 2014 platziert. Im Januar 2015 wurde I in der jährlichen Pazz & Jop-Kritikerumfrage von The Village Voice auf Platz fünf gewählt.
Das Lied wurde bei den 46. NAACP Image Award in den Kategorien Outstanding Music Video und Outstanding Score nominiert. Ebenfalls erhielt es zwei Nominierungen bei den 57. Grammy Awards und gewann sowohl in der Kategorie Best Rap Performance als auch in der Kategorie Best Rap Song.

### In anderen Medien
Das Lied wurde in Trailern und Abspanne vieler Filme, unter anderem Top Five, Dope, How to Be Single, Captain Amerika- Brave New World, The Intern und Roman J. Israel, Esq. – Die Wahrheit und nichts als die Wahrheit. Im Jahr 2014 war es das offizielle Lied der NBA. Des Weiteren war es Teil des Soundtracks des Computerspiels Forza Horizon 4 und ist Teil des Fortnite Festivals.

## Kommerzieller Erfolg

### Chartplatzierungen
I erreichte Platz 39 der Billboard Hot 100 und war damit Lamars vierter Top-40-Hit in den USA. Es war sein höchster Charteinstieg in Großbritannien, Kanada und Australien und sein größter Charterfolg in Neuseeland.
| ChartsChartplatzierungen       | Höchstplatzierung | Wochen |
| ------------------------------ | ----------------- | ------ |
| Vereinigte Staaten (Billboard) | 39 (11 Wo.)       | 11     |
| Vereinigtes Königreich (OCC)   | 20 (5 Wo.)        | 5      |

### Auszeichnungen für Musikverkäufe
| Land/Region                  | Auszeichnungen für Musikverkäufe (Land/Region, Auszeichnung, Verkäufe) | Verkäufe  |
| ---------------------------- | ---------------------------------------------------------------------- | --------- |
| Australien (ARIA)            | 2× Platin                                                              | 140.000   |
| Dänemark (IFPI)              | Gold                                                                   | 45.000    |
| Kanada (MC)                  | Platin                                                                 | 80.000    |
| Neuseeland (RMNZ)            | Gold                                                                   | 7.500     |
| Vereinigte Staaten (RIAA)    | Platin                                                                 | 1.000.000 |
| Vereinigtes Königreich (BPI) | Gold                                                                   | 400.000   |
| Insgesamt                    | 3× Gold · 4× Platin ·                                                  | 1.672.500 |

Hauptartikel: Kendrick Lamar/Auszeichnungen für Musikverkäufe